# HV Marsna
HV Marsna was een Nederlandse handbalvereniging uit Meerssen. De club werd opgericht op 1 juli 1949 als handbalvereniging uit de korfbalclub. Op 27 juni 2016 fuseerde Marsna met HV Iason uit Valkenburg tot Marsna Iason Combinatie.